# Coup de poing descendant
Le coup de poing descendant est délivré dans l’axe direct et sa trajectoire est plutôt circulaire. En anglais, on le nomme « overhand » ou « overcut ». Il est appelé « drop » en France à l’image du coup de pied dit « tombé » dans le ballon de rugby. 
On associe ce coup de poing à une sorte de crochet plongeant. Ce qui est faux, car comme dit ci-dessous il est donné dans l’axe direct et atteint donc les cibles frontales. À l’opposé (et par définition), le crochet atteint les cibles latérales. 
Le coup de poing descendant est donné quelquefois à mi-distance voire « en aveugle » notamment au corps à corps (c’est-à-dire sans vision réelle de la cible à atteindre).

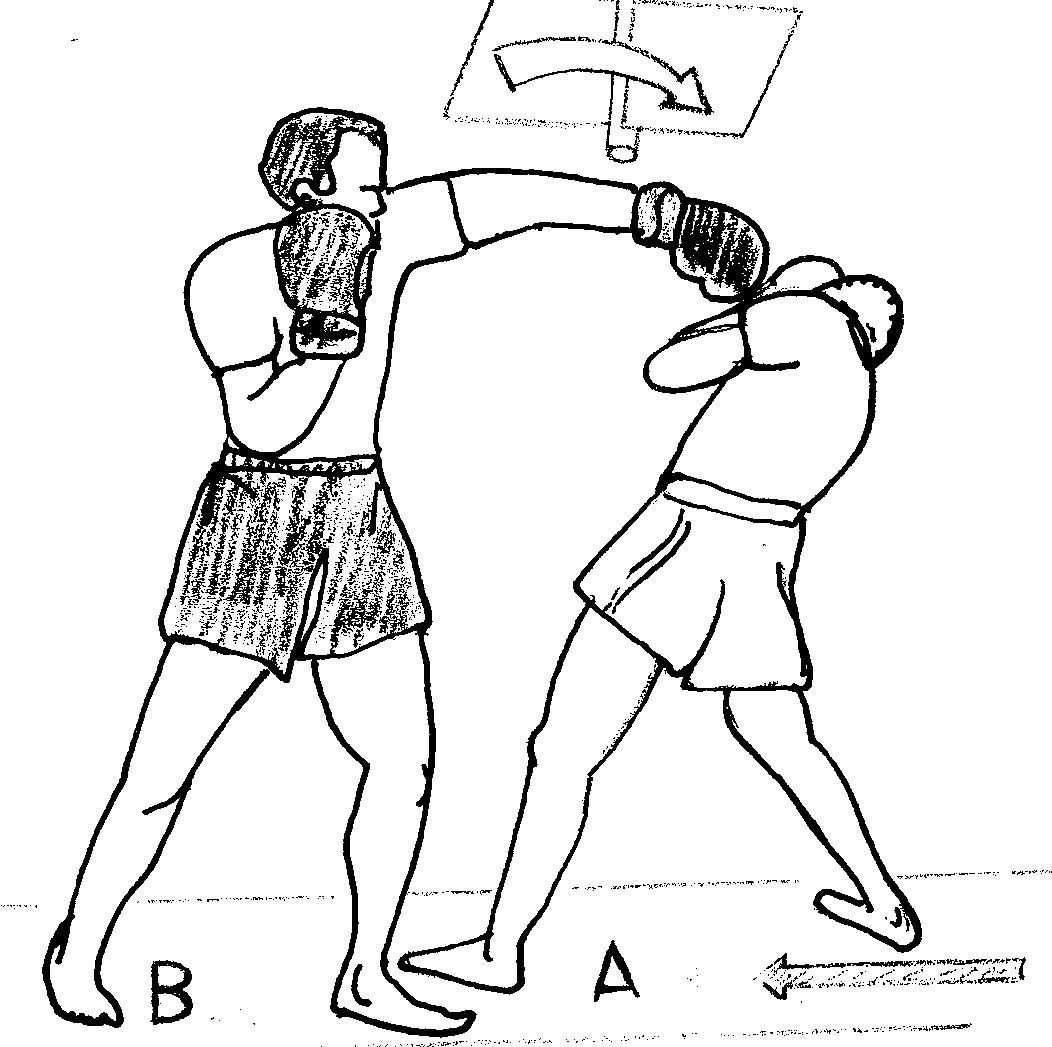
Drop du bras avant
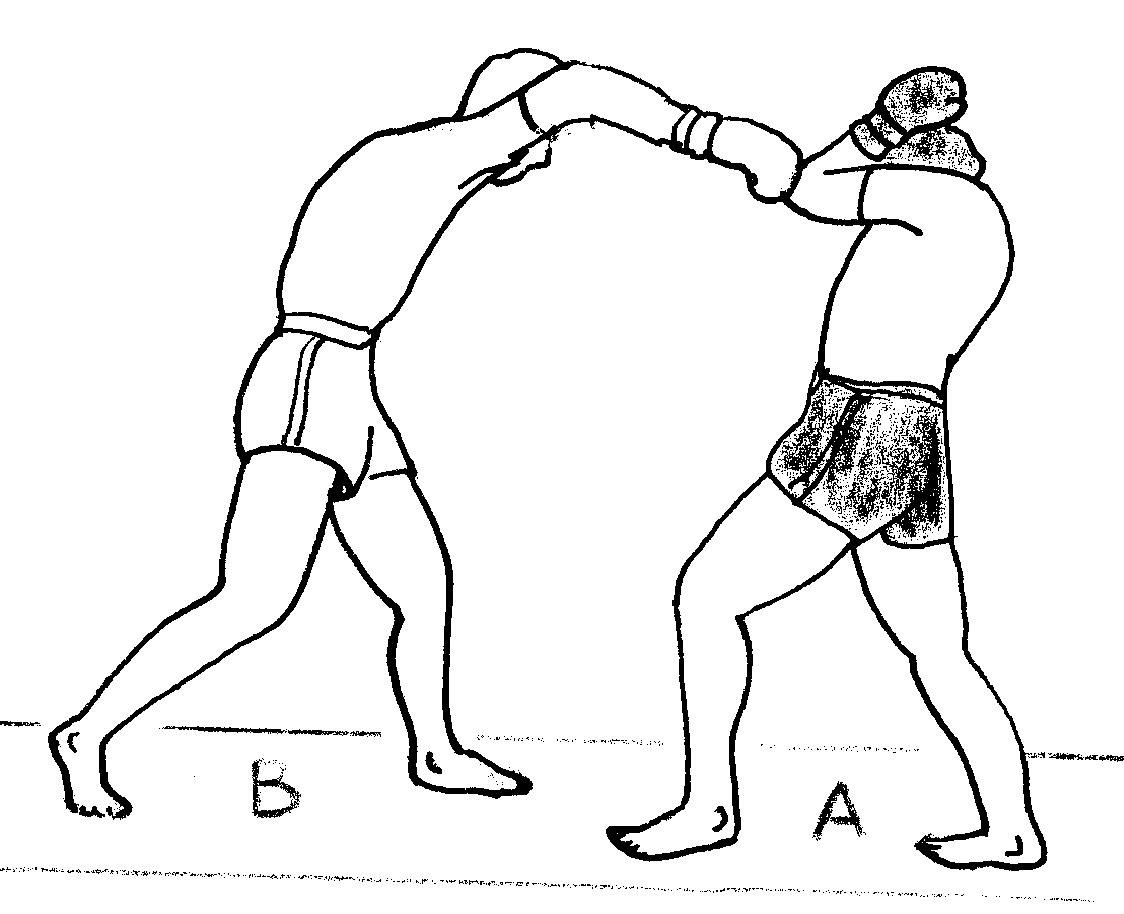
Drop du bras arrière
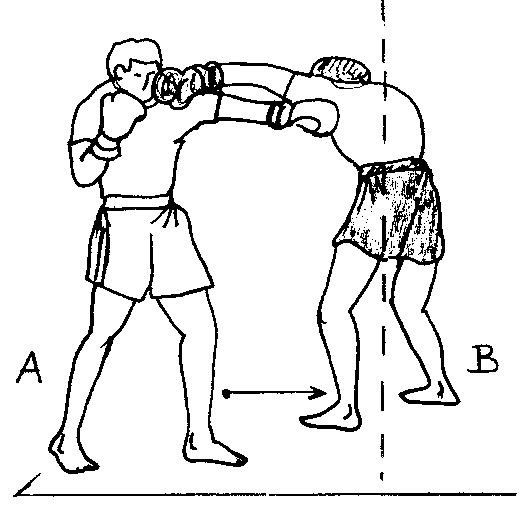
Drop en contre (ou cross-counter)